# United Cup
United Cup er en tennisturnering for mixed landshold, som fra 2023 et afviklet i Australien som optakt til Australian Open. Turneringen er en del af både ATP Tour og WTA Tour.
I den første udgave af turneringen i 2023 blev holdkampene afviklet med to herresingle-, to damesingle- og en mixed double-kamp, men allerede i 2024 ændrede man holdkampformatet til en herresingle-, en damesingle- og en mixed double-kamp.
Den første United Cup blev vundet af USA, som i finalen besejrede Italien med 4-0. Året efter vandt Tyskland turneringen efter finalesejr på 2-1 over Polen. USA blev det første hold, der vandt turneringen to gange, da amerikanerne i 2025 slog Polen med 2-0 i finalen.

## Historie

### Spillesteder
Turneringen blev første gang afholdt i årsskiftet 2022-23 med deltagelse af 18 landshold, der var inddelt i seks grupper med tre hold i hver. Gruppespillet bliver afviklet med to grupper i hver af de tre værtsbyer: Brisbane, Perth og Sydney, mens de afgørende finalekampe afvikles i Sydney. Året efter var antallet af værtsbyer reduceret til to, Perth og Sydney, som hver var vært for tre indledende grupper.
| År   | Dato                               | Hold | Spillesteder            |
| ---- | ---------------------------------- | ---- | ----------------------- |
| 2023 | 29. december 2022 - 8. januar 2023 | 18   | Brisbane, Perth, Sydney |
| 2024 | 29. december 2023 - 7. januar 2024 | 18   | Perth, Sydney           |
| 2025 | 27. december 2024 - 5. januar 2025 | 18   | Perth, Sydney           |

### Præmier
| Præmiesum | Præmiesum    |
| --------- | ------------ |
| 2023      | $ 15.000.000 |
| 2024      | $ 10.000.000 |
| 2025      | $ 11.170.000 |

## Vindere og finalister
| År   | Vinder (titel nr.) | Finalist | Finaleresultat |
| ---- | ------------------ | -------- | -------------- |
| 2023 | USA (1)            | Italien  | 4–0            |
| 2024 | Tyskland (1)       | Polen    | 2–1            |
| 2025 | USA (2)            | Polen    | 2–0            |